# Elton John Tour 2010
Die Elton John Tour 2010 war eine Konzerttournee des britischen Popmusikers Elton John. Die Tournee begann am 6. Januar 2010 in Honolulu, Hawaii und endete am 15. Dezember desselben Jahres in Dublin, Irland. Insgesamt absolvierte der Brite 36 Konzerte auf den Kontinenten Afrika, Europa und Nordamerika. Inmitten der Tour trat John auch gemeinsam mit Billy Joel während der Face-to-Face-Tour auf und ging in den Jahren 2011 und 2012 auf seine Greatest-Hits-Tour.

## Hintergründe

### Tourverlauf
Die Tournee begann Anfang Januar in den Vereinigten Staaten, bevor John die Tournee erst Ende März wieder in Südafrika weiterführte. Ende Mai trat der britische Pianist und Sänger auf Musikfestivals wie Rock in Rio, dem Mawazine Festival oder dem Jelling Musikfestival auf. Die Elton John Tour 2010 setzte sich dann kontinuierlich bis Ende Juni des Jahres fort, bevor es erneut zu einer Unterbrechung des Konzertverlaufes kam. Erst ab September nahm John die Arbeit auf der Tournee wieder bis zum Ende am 15. Dezember 2010 wieder auf. Zwischendurch trat er 12-mal mit Joel, 17-mal mit Leon Russell und zweimal mit Ray Cooper auf.

### Setlist
Die Reihenfolge und Auswahl des Lieder-Repertoires blieb während der gesamten Tournee nahezu gleich. Als Beispiel für eine Setlist dient das Abschlusskonzert der Tournee aus der The O₂ in Dublin, Irland. Hier begann John das Konzert mit ruhigen Liedern wie The One und Sixty Years On und Balladen wie Ballad of the Boy in the Red Shoes, When Love Is Dying, Never Too Old (To Hold Somebody) oder The Greatest Discovery. Auch Hit-Songs wie Border Song, I Guess That’s Why They Call It the Blues, Rocket Man (I Think It’s Going to Be a Long, Long Time), Nikita, Tiny Dancer, Philadelphia Freedom und Your Song trug John vor. Im zweiten Set der Show spielte John ausschließlich mit seinem Percussionist Ray Cooper. Hier wurden Titel wie Funeral for a Friend, Tonight, Levon, Daniel, Sorry Seems to Be the Hardest Word, Take Me to the Pilot, Don’t Let the Sun Go Down on Me und Bennie and the Jets aufgeführt, bevor John das Konzert mit Candle in the Wind beendete.

### Besetzung
Folgende Musiker traten während der Tournee auf.
- Elton John – Piano, Gesang
- Nigel Olsson – Schlagzeug, Hintergrundgesang
- Davey Johnstone – Gitarre, Hintergrundgesang
- Matt Bissonette – Bassgitarre, Hintergrundgesang
- Ray Cooper – Percussion

## Tourdaten
| Nr. | Datum              | Stadt             | Land                   | Veranstaltungsort                   |
| --- | ------------------ | ----------------- | ---------------------- | ----------------------------------- |
| 1   | 6. Januar 2010     | Honolulu          | Vereinigte Staaten     | Neal S. Blaisdell Center            |
| 2   | 21. März 2010      | Johannesburg      | Sudafrika              | Johannesburg Botanical Garden       |
| 3   | 22. Mai 2010       | Lissabon          | Portugal               | Parque da Bela Vista                |
| 4   | 26. Mai 2010       | Rabat             | Marokko                | Festival Site Salé                  |
| 5   | 28. Mai 2010       | Jelling           | Danemark               | Mølvangvej                          |
| 6   | 29. Mai 2010       | Watford           | Vereinigtes Konigreich | Vicarage Road Stadium               |
| 7   | 30. Mai 2010       | Warschau          | Polen                  | Stadion Polonii Warszawa            |
| 8   | 3. Juni 2010       | Belgrad           | Serbien                | Beogradska Arena                    |
| 9   | 8. Juni 2010       | Budapest          | Ungarn                 | Papp László Budapest Sportaréna     |
| 10  | 10. Juni 2010      | Prag              | Tschechien             | O₂ Arena                            |
| 11  | 12. Juni 2010      | Bukarest          | Rumänien               | Piața Constituției                  |
| 12  | 13. Juni 2010      | Sofia             | Bulgarien              | Lokomotive Stadium                  |
| 13  | 17. Juni 2010      | Tel Aviv-Jaffa    | Israel                 | Ramat Gan Stadium                   |
| 14  | 19. Juni 2010      | Linz              | Osterreich             | TipsArena Linz                      |
| 15  | 20. Juni 2010      | Graz              | Osterreich             | Schwarzl Freizeit Zentrum           |
| 16  | 22. Juni 2010      | Košice            | Slowakei               | Steel Aréna                         |
| 17  | 26. Juni 2010      | Minsk             | Belarus                | Minsk-Arena                         |
| 18  | 29. Juni 2010      | Tórshavn          | Faroer                 | Torsvolli                           |
| 19  | 4. September 2010  | Palma de Mallorca | Spanien                | Iberostar Estadi                    |
| 20  | 17. September 2010 | Mailand           | Italien                | Teatro degli Arcimboldi             |
| 21  | 22. September 2010 | Trani             | Italien                | Monastero di Colonna                |
| 22  | 24. September 2010 | Taormina          | Italien                | Teatro Greco Taormina               |
| 23  | 29. September 2010 | Toulon            | Frankreich             | Zénith Oméga de Toulon              |
| 24  | 1. Oktober 2010    | Bordeaux          | Frankreich             | Patinoire de Mériadeck              |
| 25  | 2. Oktober 2010    | Madrid            | Spanien                | Palacio de Deportes                 |
| 26  | 9. Oktober 2010    | Las Vegas         | Vereinigte Staaten     | Wynn Las Vegas                      |
| 27  | 1. Dezember 2010   | Forest/Vorst      | Belgien                | Forest National                     |
| 28  | 2. Dezember 2010   | Luxemburg         | Luxemburg              | Centre National Sportif et Culturel |
| 29  | 4. Dezember 2010   | Göteborg          | Schweden               | Scandinavium                        |
| 30  | 5. Dezember 2010   | Oslo              | Norwegen               | Oslo Spektrum                       |
| 31  | 7. Dezember 2010   | Hamburg           | Deutschland            | O₂ World                            |
| 32  | 9. Dezember 2010   | Herning           | Danemark               | Jyske Bank Boxen                    |
| 33  | 10. Dezember 2010  | Malmö             | Schweden               | Malmö Arena                         |
| 34  | 12. Dezember 2010  | Moskau            | Russland               | Crocus City Hall                    |
| 35  | 13. Dezember 2010  | St. Petersburg    | Russland               | SKK Peterburgski                    |
| 36  | 15. Dezember 2010  | Dublin            | Irland                 | The O₂                              |